# 라크로르

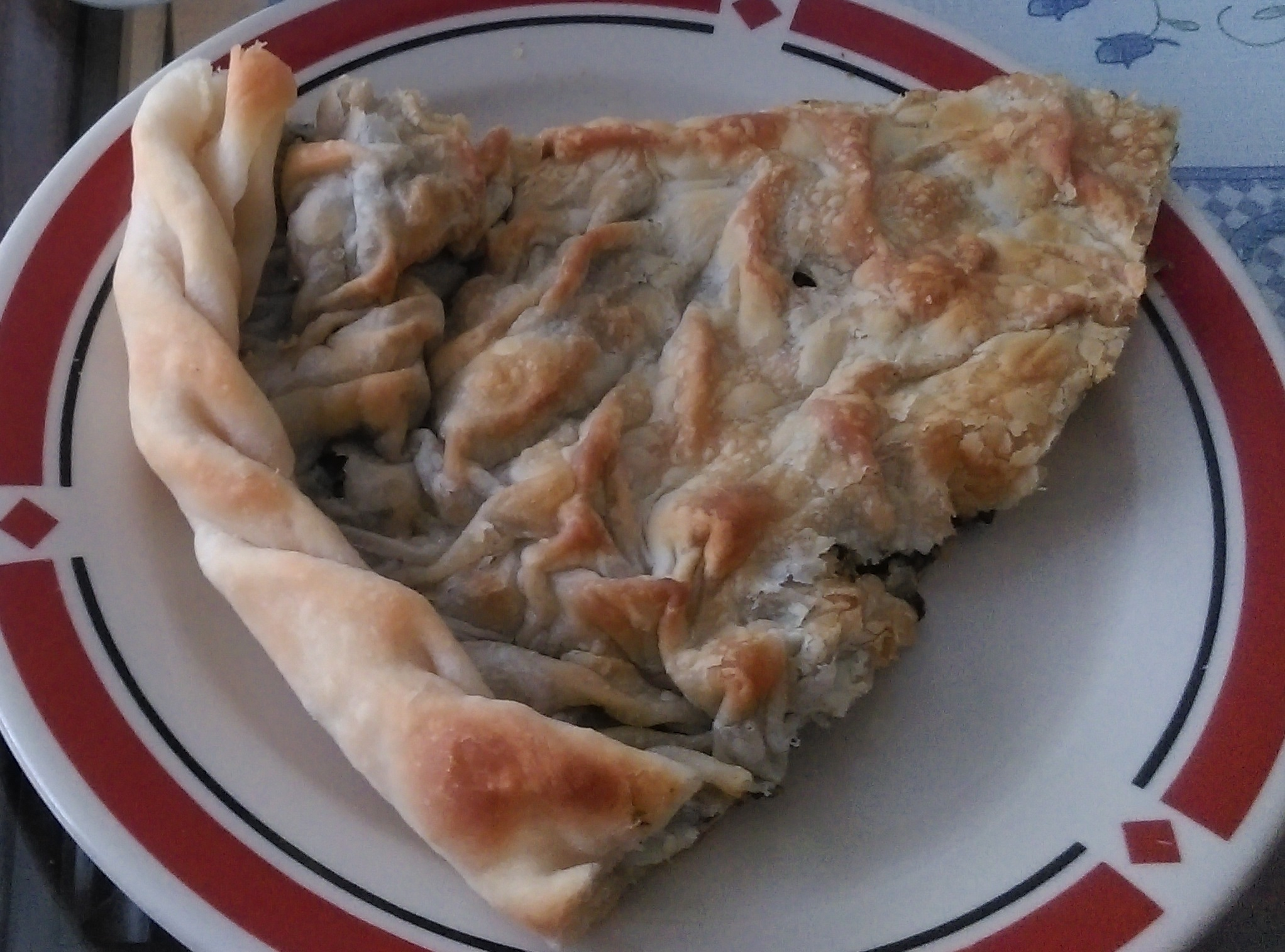
시금치를 넣은 라크로르

라크로르(Lakror)는 알바니아의 전통 파이 요리로 다양한 야채와 고기 속이 들어간다. 라크로르는 주로 코르처 및 인근 지역과 관계가 깊고 현지인들에 의해 특산품으로 여겨진다. 그외에 알바니아 남부의 타 지역들에서도 만들어진다. 또한 북마케도니아 남서부 알바니아인 공동체 및 미국이나 호주 같은 나라들에 사는 알바니아인들도 라크로르를 먹는다. 라크로르라는 단어는 양배추 내지 잎사귀 채소를 뜻하는 알바니아어 lakër에서 유래했다.

## 같이 보기
- 알바니아 요리